# Angelo Mariani (musicien)
Pour les articles homonymes, voir Angelo Mariani et Mariani.
Répertoire
I due Foscari, Nabucco, Aroldo, Don Carlo (Giuseppe Verdi) 
Amleto (Arrigo Boito), L'Africaine (Giacomo Meyerbeer), Lohengrin et  Tannhäuser (Richard Wagner) : premières italiennes
Scènes principales
Teatro Re, puis au Teatro Carcano (Milan) 
Teatro Carlo Felice (Gênes) 
Teatro Nuovo (Rimini) 
Teatro Communale (Bologne)
Angelo Maurizio Gaspare Mariani est un chef d'orchestre, violoniste et compositeur italien né le 11 octobre 1821 à Ravenne et mort le 13 juin 1873 à Gênes.
Il fut longtemps un ami très proche de Giuseppe Verdi jusqu'à ce qu'une brouille les sépare définitivement. Célèbre pour avoir essentiellement dirigé les œuvres de Verdi, Giacomo Meyerbeer, Gioachino Rossini et Richard Wagner, il a créé les premières mondiales de l'Aroldo de Verdi et de l'Amleto de Boito et les premières italiennes de L'Africaine de Meyerbeer, du Don Carlo de Verdi, du Lohengrin et du Tannhäuser de Wagner.

## Biographie
Il étudie le violon à l'Accademia filarmonica de Ravenne. Dès l'âge de quinze ans, il donne des concerts dans sa région de Romagne. Il apprend ensuite l'harmonie et la composition avec un prêtre de l'aristocratie, Girolamo Roberti, puis avec un moine nommé Levrini, un élève de Stanislao Mattei, au monastère de Ravenne. En 1843, il joue de l'alto dans un orchestre d'opéra à Macerata et écrit deux ouvertures données en audition. Il part à Faenza en 1844 comme professeur et chef d'orchestre de l'Académie de la ville. L'une de ses ouvertures attire l'attention de Gioachino Rossini qui l'exécutera. Il travaille ensuite à Trente (où il fait ses débuts comme chef d'orchestre d'opéra), Bologne, où il étudie le contrepoint avec Marchesi, et Messine, où il dirige la Saffo de Giovanni Pacini. À Messine, les musiciens de l'orchestre refusent de jouer sous sa direction. Il écrit des pièces pour l'orphéon royal et pour l'Académie de la ville. Après Naples, Bologne et Messine (où il est plus vraisemblablement instrumentiste que dirigeant, étant donné l'hostilité de l'orchestre), il fait de nouveaux débuts comme chef d'orchestre à Milan en 1846. Il apparaît d'abord au Teatro Re, puis au Teatro Carcano. On le retrouve plus tard à Stradella et Vicence.
Il abolit la conduite conjointe de l'orchestre d'opéra par un maestro al cembalo et le premier violon. Cette réforme est certainement à l'origine de ses ennuis à Messine.
Il connaît ses premiers grands succès avec I due Foscari (1846) et Nabucco (1847) à Milan.
En septembre 1847, il dirige la musique écrite par Pacini pour une représentation de l'Œdipus rex de Sophocle, exécuté par des chœurs et un orchestre colossaux, ce qui l'amène à être le chef officiel de l'orchestre du théâtre de la cour de Copenhague en novembre. À la mort de Christian VIII, la messe de requiem composée par Mariani pour le dernier roi est jouée deux fois.
Mariani retourne en Italie après la révolution de mars 1848 et rejoint les volontaires enrôlés pour le Risorgimento. Mais il doit quitter l'Italie et se rend à Constantinople où il dirige l'orchestre du Théâtre-Italien pendant deux ans, prenant la suite de Gaetano Donizetti. Il compose deux drames en forme de cantate et, pour la visite du sultan Abdülmecid Ier au théâtre de Naum nouvellement reconstruit, un nouvel hymne national dont les chanteurs italiens apprennent le texte phonétiquement,.
En décembre 1851, il retourne à Messine pour quatre mois avant de rejoindre Naples, puis Gênes comme chef de l'orchestre du Théâtre Carlo-Felice. Il a l'intention de n'y rester que deux mois, mais son contrat devient permanent et il y restera jusqu'à sa mort. Sa réputation est dès lors établie : il se voit offrir des propositions intéressantes dans des villes comme Paris, Madrid et Naples, mais il semble n'avoir jamais pu se décider, et aucun de ces projets n'a finalement abouti. Il rencontre Verdi autour de 1853 ; c'est le début d'une solide amitié.
En août 1857, il dirige la première d' Aroldo, révision de Stiffelio, au Teatro Nuovo de Rimini. Le 30 mai 1865, il est à la baguette pour la première d' Amleto, l'opéra d'Arrigo Boito, au Teatro Carlo Felice de Gênes et en 1865, pour la première italienne de L'Africaine de Giacomo Meyerbeer au Teatro Communale de Bologne où il dirige, le 27 octobre 1867, la première du Don Carlo de Verdi.
Fin 1868, Verdi demande à Mariani de se charger de la direction d'une messe de Requiem qu'il prévoit en l'honneur de Gioachino Rossini mort le 13 novembre. Il s'agit d'une collaboration entre treize compositeurs dont Verdi lui-même. Mariani accepte d'être engagé par le comité d'organisation sans enthousiasme cependant (il est simultanément engagé pour les célébrations commémoratives de Rossini à Pesaro). Les treize compositeurs écrivent leur partie (celle de Verdi est le Libera me, Domine), mais le concert prévu pour le premier anniversaire de la mort de Rossini n'a finalement pas lieu à cause du désaccord avec Mariani au sujet de la représentation à la Basilique San Petronio de Bologne. Le 4 novembre, au grand regret de Verdi, le comité d'organisation abandonne officiellement le projet. Verdi en rend Mariani en grande partie responsable à cause de son manque d'énergie et d'engagement. Cet épisode marque le début de la rupture de leur amitié. Mariani essaiera tout au long des années qui suivirent de guérir la blessure, écrivant des lettres à Verdi pour l'assurer de son affection et de son admiration, mais le maestro refusa toujours de se laisser fléchir et continua d'incriminer Mariani pour cet échec du Requiem pour Rossini. Sa relation avec Teresa Stolz n'est cependant pas étrangère à cette mésentente. La soprano avait été choisie par Verdi pour interpréter le rôle-titre lors de la première milanaise d'Aida en février 1872, pour Verdi réelle première de son opéra. Mariani et la Stolz devaient se marier. Or en 1871, elle le quitta dans des circonstances inexpliquées. Des ragots l'accusant d'être la maîtresse de Verdi circulèrent, mais ceux-ci restèrent sans preuve aucune.
Malgré leur brouille personnelle, Verdi respectait le talent de chef d'orchestre de Mariani et il l'invita à diriger la première mondiale d'Aida au Caire en décembre 1871. Mariani déclina l'invitation, avançant que son état de santé ne lui permettait pas d'entreprendre le voyage, ce qui était réel : le cancer qui l'emporterait deux ans plus tard le faisant déjà souffrir. Cette défection ne servit qu'à creuser le fossé entre les deux hommes.
Le 1er novembre 1871, Mariani dirige la première italienne du Lohengrin de Wagner au Teatro comunale de Bologne avec un immense succès. C'était la première représentation d'un opéra du compositeur germanique en Italie. Le 9 novembre, Verdi assiste à la représentation et annote la partition avec ses impressions (c'était certainement sa première confrontation avec la musique de Wagner). En 1872, Mariani dirige la première italienne de Tannhäuser, toujours à Bologne, avec cependant un succès moindre.
Mariani meurt d'un cancer en 1873, dans l'appartement que lui louait Verdi au Palazzo Sauli de Gênes, avant que l'expulsion impitoyablement ordonnée par celui-ci pût être mise à exécution.
Angelo Mariani a aussi composé nombre de chansons dont certaines ont fait l'objet d'un enregistrement. Le théâtre de Faenza (1605) a été renommé Teatro Angelo Mariani en l'honneur du musicien. Il existe à Ravenne une Associazione Musicale Angelo Mariani.